# Учхоз (Урюпинский район)
Учхоз — посёлок сельского типа в Урюпинском районе Волгоградской области России, административный центр Креповского сельского поселения. На хуторе имеется средняя школа.
Население — 665 (2010)

## История
Предположительно основан в период коллективизации как учебное хозяйство Урюпинского сельскохозяйственного техникума. Посёлок «Учхоз с/х. Тех-ма» в составе Креповского сельсовета значится в списке населённых пунктов Урюпинского района по данным на 1 января 1936 года.
В 1960 году посёлок передан в состав Ольшанского сельсовета. Законом Волгоградской области от 30 марта 2005 года № 1037-ОД «Об установлении границ и наделении статусом Урюпинского района и муниципальных образований в его составе» было образовано Креповское сельское поселение с административным центром в посёлке Учхоз.

## География
Посёлок находится в степной местности, в пределах Хопёрско-Бузулукской равнины, являющейся южной оконечностью Окско-Донской низменности, на правом берегу реки Ольшанка, восточнее хутора Креповский. Центр посёлка расположен на высоте около 100 метров над уровнем моря. Почвы — чернозёмы обыкновенные.
Близ посёлка проходит автодорога Урюпинск — Новониколаевский. По автомобильным дорогам расстояние до областного центра города Волгоград составляет 330 км, до районного центра города Урюпинск — 12 км.
Часовой пояс
Учхоз, как и вся Волгоградская область, находится в часовой зоне МСК (московское время). Смещение применяемого времени относительно UTC составляет +3:00.

## Население
Динамика численности населения по годам:
| 1989 | 2002 |
| ---- | ---- |
| ≈600 | 730  |

| 2010 |
| ---- |
| 665  |